# Seneghe
Seneghe (sardinski: Sèneghe) je grad i općina (comune) u pokrajini Oristanu u regiji Sardiniji, Italija. Nalazi se na nadmorskoj visini od 305 metara i ima 1 772 stanovnika.
 Prostire se na 57,85 km². Gustoća naseljenosti je 31 st/km².
Susjedne općine su: Bonarcado, Cuglieri, Milis, Narbolia i Santu Lussurgiu.